# NGC 5264
NGC 5264 (również PGC 48467 lub UGCA 370) – karłowata galaktyka nieregularna (IBm), znajdująca się w gwiazdozbiorze Hydry. Została odkryta 30 marca 1835 roku przez Johna Herschela. Galaktyka ta należy do grupy galaktyk M83. Znajduje się w odległości około 14,5 miliona lat świetlnych od Ziemi.